# Muzeum Ziemi Augustowskiej w Augustowie
Muzeum Ziemi Augustowskiej w Augustowie – muzeum z siedzibą w Augustowie. Placówka jest miejską jednostką organizacyjną, działającą w ramach Augustowskich Placówek Kultury.

## Historia
Muzeum powstało w 1973 z połączenia dwóch placówek, prowadzonych przez Towarzystwo Miłośników Ziemi Augustowskiej: Społecznego Muzeum Ziemi Augustowskiej oraz Muzeum Kanału Augustowskiego, zorganizowanego wraz z Okręgowym Zarządem Wodnym w Giżycku. W latach 1975–1985 – jako Muzeum w Augustowie – działało jako oddział Muzeum Okręgowego w Suwałkach. Od 1985 stało się jednostką miejską. Z chwilą powołania w marcu 1991 Augustowskich Placówek Kultury, muzeum weszło w skład jednostki.
Augustowskie muzeum mieści się w dwóch budynkach. W budynku przy ul. Hożej 7 na osiedlu Śródmieście – będącym jednocześnie siedzibą Miejskiej Biblioteki Publicznej – mieści się wystawa etnograficzna, poświęcona kulturze ludowej Puszczy Augustowskiej (m.in. eksponaty związane z rzemiosłem: tkactwem, garncarstwem, plecionkarstwem oraz rolnictwem i rybołówstwem) oraz organizowane są wystawy czasowe. Natomiast w Budynku Zarządu Portu przy ul. 29 Listopada 5a zlokalizowana jest wystawa stała pt. „Historia budowy i eksploatacji Kanału Augustowskiego, z podkreśleniem roli gen. Ignacego Prądzyńskiego”. Muzeum jest w posiadaniu rękopisów z notatkami generała, pochodzących z lat 1823–1824, jak również dokumentu z 1792, potwierdzającego prawa przedmieszczan Augustowa, podpisanego przez króla Stanisława Augusta Poniatowskiego. Muzeum posiada też duży zbiór pocztówek i zdjęć autorstwa Judela Rotsztejna, fotografa działającego w Augustowie w dwudziestoleciu międzywojennym.

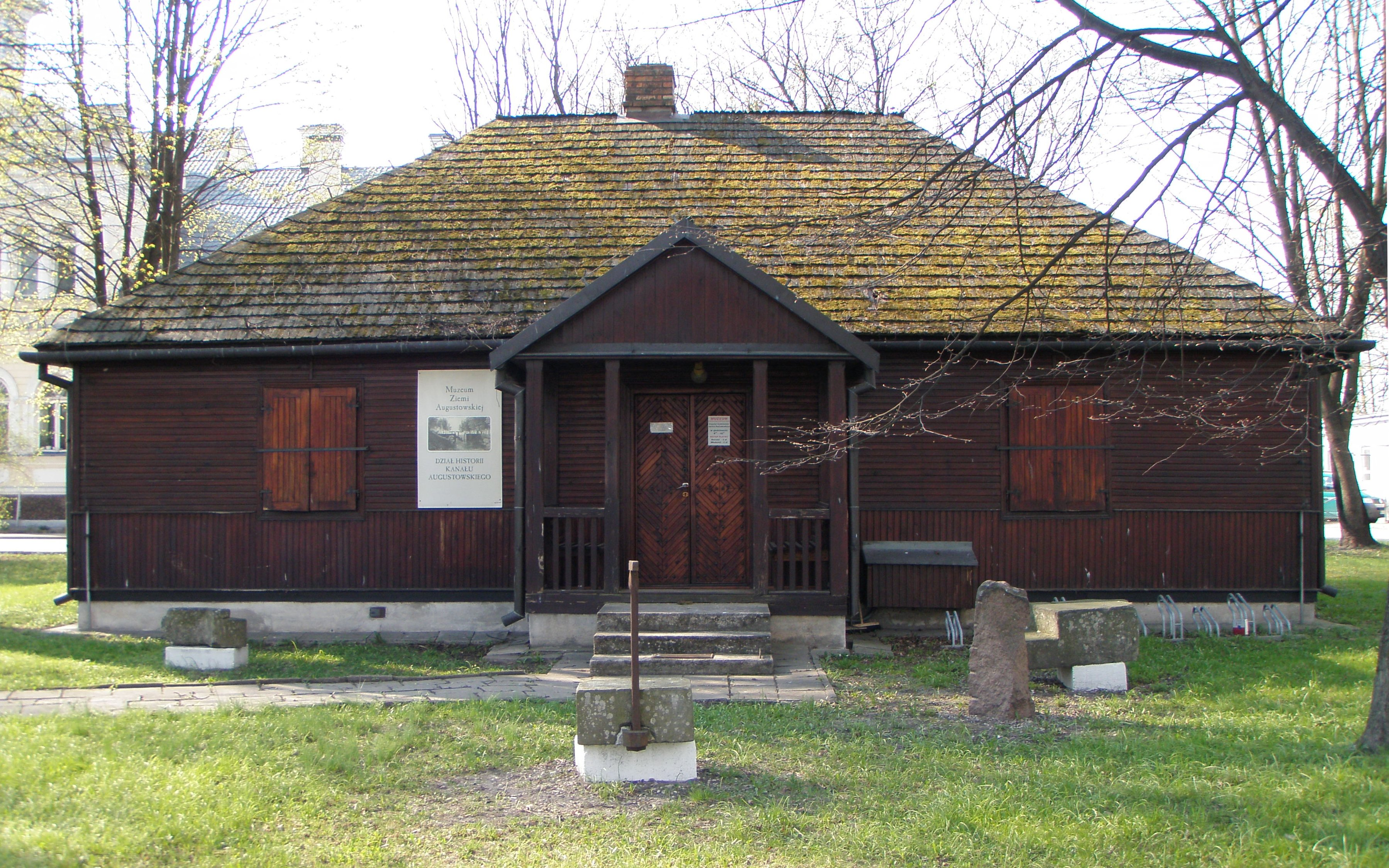
Budynek Zarządu Portu

Muzeum jest obiektem całorocznym, czynnym codziennie z wyjątkiem poniedziałków. Wstęp jest płatny.